# Агнеса Матильда Віндіш-Грецька
Агнеса Матильда цу Віндіш-Грец (нім. Agnes Mathilde zu Windisch-Grätz), (нар. 14 лютого 1884 — пом. 21 травня 1959) — принцеса цу Віндіш-Грец, донька принца Альфреда III Віндіш-Грецького та Марії Габріели Ауерсперзької, дружина графа Адольфа Марії Тюн-Гогенштайн-Салм-Райфершайд.

## Життєпис
Агнеса Матильда народилась 14 лютого 1884 року у Відні. Вона була п'ятою з семи дітей принца Альфреда Віндіш-Грецького та його дружини Марії Габріели Ауерсперзької.
Коли дівчинці було дев'ять, батька обрали міністром-президентом Австро-Угорщини. На цій посаді він пробув до 1895. Після цього став президентом Палати панів у рейхсраті аж до розпаду Австро-Угорської імперії у 1918.
У 28 років Агнеса Матильда вийшла заміж за графа Адольфа Марію Тюн-Гогенштайн-Салм-Райфершайд. Весілля відбулося 30 квітня 1912. У подружжя народилося п'ятеро дітей.
Адольф Марія помер у 1957. Агнеса Матильда пішла з життя два роки потому.

## Родина
Чоловік — Адольф Марія Тюн-Гогенштайн-Салм-Райфершайдський
Діти:
- Матіас Освальд (1914—1991) — граф Тюн-Гогенштайн-Салм-Райфершайдський, був одружений із Елеонорою Гойос, баронесою Штіхзеншайн, мав із нею трьох доньок і сина;
- Крістіана Йоганна (нар. 1917)
- Альфред Марія(1918—1943) — загинув під час Другої світової.
- Марія-Габріела (1919—2005)
- Міхаель Пауль (1921—1960) — граф Тюн-унд-Гогенштайн-Мірбаський, був одружений Маргаритою Тетцелі фон Росадор, мав двох синів та доньку.